# OpenPEC
OpenPEC è un software open source che realizza un sistema di Posta Elettronica Certificata (PEC).
Il progetto è nato nel 2003 a seguito dell'emissione, da parte del CNIPA (Centro Nazionale per l'Informatica nella Pubblica Amministrazione, in seguito DigitPA) delle Linee guida per la realizzazione di un sistema di posta elettronica certificata.
A seguito della pubblicazione della normativa ufficiale (DM 2 novembre 2005) è stata rilasciata la versione 2 del prodotto (OpenPEC 2) pienamente aderente a tale normativa.
OpenPEC è scritto in Perl; per lo sviluppo e l'aggiornamento sfrutta gli strumenti messi a disposizione dalla community di SourceForge.
OpenPEC non è un sistema di posta elettronica sviluppato completamente da zero ma si propone come plug-in di Postfix, uno dei mail server open source più diffusi sul mercato.

## Principali caratteristiche
Queste le principali caratteristiche del prodotto:
- piena compatibilità con la normativa vigente;
- prestazioni elevate;
- affidabilità;
- scalabilità;
- modularità;
- compatibilità con i principali fornitori di Hardware Security Module (HSM);
- capacità di gestire sistemi con un elevato numero di domini e/o mailbox;
- aggiornamento automatico e trasparente dei domini locali (senza riavvio);
- marcatura temporale e storicizzazione dei log;
- gestione delle Certificate revocation list (CRL).

## Architettura
Di seguito viene descritta l'architettura di un sistema di posta certificata basata su OpenPEC.
Come è possibile vedere dallo schema seguente OpenPEC rappresenta il nucleo centrale del sistema e si interfaccia con tutti gli altri moduli:
- il mail transfer agent (MTA) che si incarica del "routing" e del "dispatching" delle mail,
- il modulo Antivirus,
- il server LDAP (che contiene il mirror dell'indice dei gestori),
- il database (RDBMS) che contiene gli account,
- il server LMTP utilizzato per il "delivery" dei messaggi nella mailbox degli utenti,
- il dispositivo HSM (Hardware Security Module) utilizzato per la firma dei messaggi,
- lo storage (file system) per la memorizzazione delle mailbox e dei log di sistema
- il server POP-IMAP per l'accesso alle caselle da parte degli utenti,
- il modulo di provisioning (per la creazione/modifica degli account) richiamabile attraverso interfaccia SOAP,
- la webmail per la consultazione delle caselle di posta attraverso i più comuni internet browser

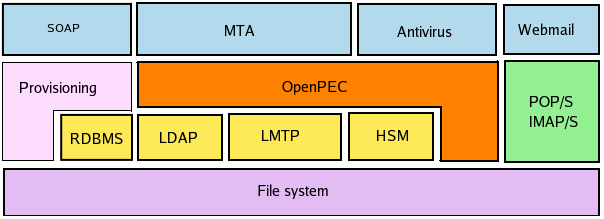
Schema a blocchi dell'architettura OpenPEC